# Research Institute for Mathematical Sciences

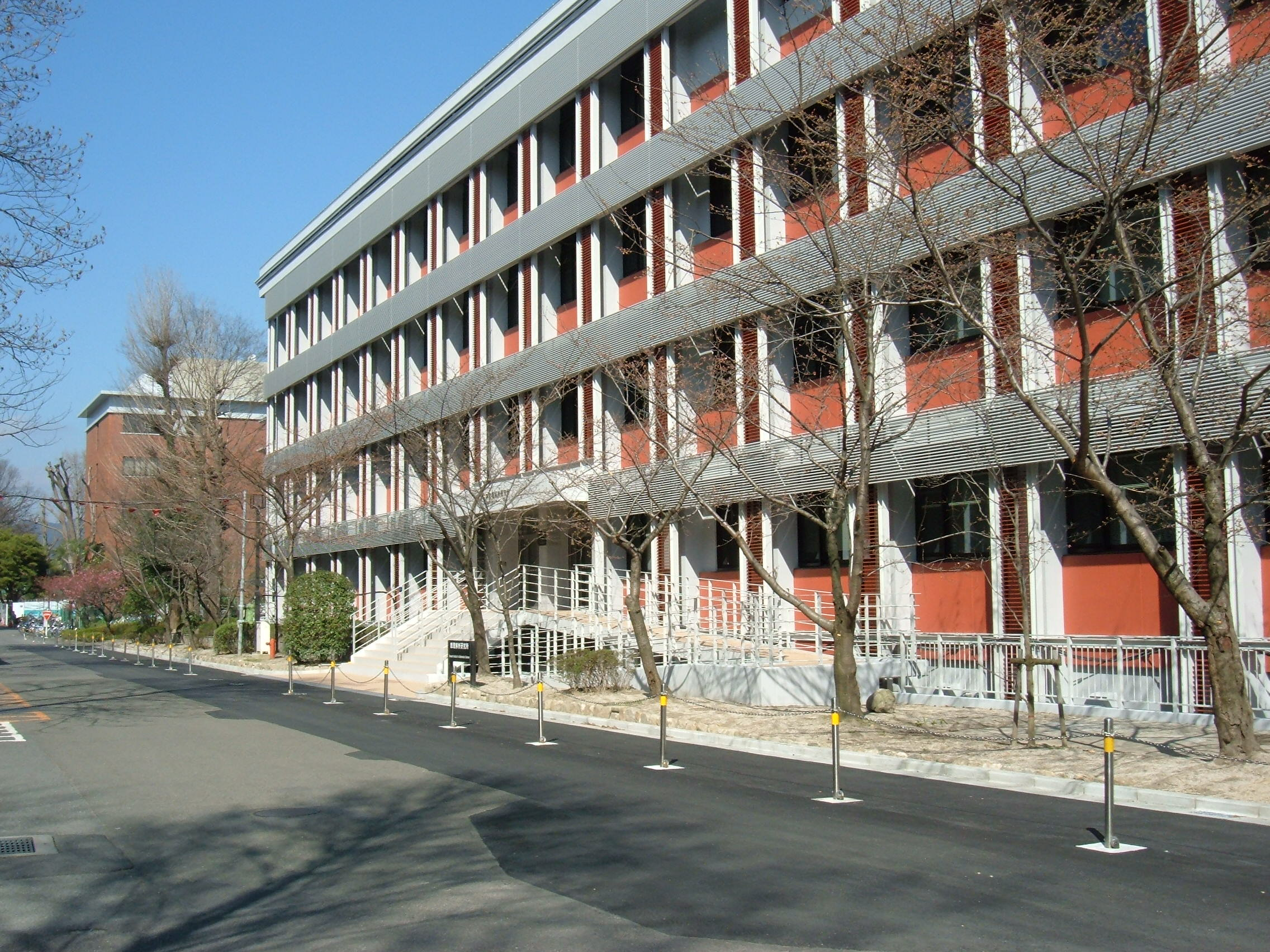
Research Institute for Mathematical Sciences, Universität Kyoto (Yoshida North Campus)

Das Research Institute for Mathematical Sciences (engl., kurz RIMS; jap. 数理解析研究所, sūri kaiseki kenkyūsho) an der Universität Kyōto ist ein 1963 gegründetes mathematisches Forschungszentrum. Es ist das führende japanische Forschungszentrum für Mathematik. Es liegt beim Nord-Campus der Universität Kyoto.
Zurzeit sind dort etwa 40 Wissenschaftler fest angestellt, darunter Forschungsprofessoren wie der Träger der Fields-Medaille Shigefumi Mori und Masaki Kashiwara. Auch Fields-Medaillist Heisuke Hironaka, der erste Träger des Carl-Friedrich-Gauß-Preises Itō Kiyoshi, Mikio Satō, Tetsuji Miwa und Huzihiro Araki waren dort Professoren.
Das Institut gibt eine viermal jährlich seit 1964 erscheinende Zeitschrift Publications of the Research Institute for Mathematical Sciences heraus.